# 辰路
辰路（たつじ、弘化3年（1846年） - 明治43年（1910年））は、京都島原桔梗屋の芸妓である。本名、井筒タツ。辰次、お辰とも。
久坂玄瑞となじみ深く、その息子・秀次郎は辰路との間の子であるとも言われているが、竹岡との間に出来た子の出生記録から見るに、伏見にいたもう一人の馴染みの女性との子であると思われる。
明治3年（1870年）4月、当時の角屋当主（十代目）と桔梗屋の女将の仲立ちによって、下京の裕福な農家の竹岡甚之助と結婚する。
明治43年（1910年）、他界。65歳であった。
墓所は京都市西七条の「安阿弥寺」にある。

## 関連作品
テレビドラマ
- 『花燃ゆ』（2015年、NHK大河ドラマ、演：鈴木杏(当初は広末涼子が出演予定だったが妊娠により降板)）